# Пальер, Луи Венсан Леон
Луи Венсан Леон Пальер (фр. Louis Vincent Léon Pallière; 19 июля 1787, Бордо — 29 декабря 1820, там же) — французский художник.

## Биография

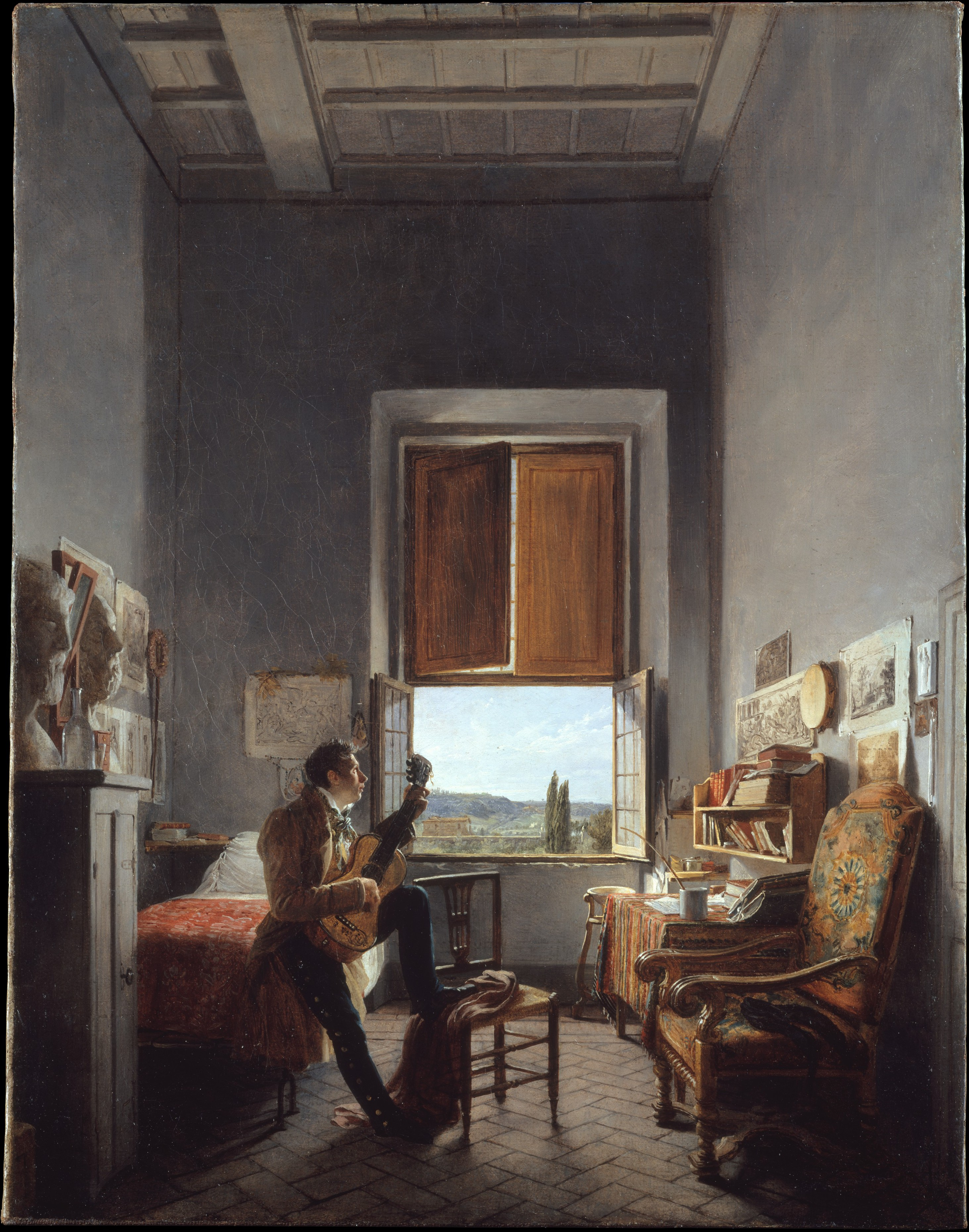
Жан Ало. Художник Леон Пальер в своей комнате на Вилле Медичи в Риме.

Луи Венсан Леон Пальер родился в Бордо. В ранней юности уехал в Париж, где учился в Национальной школе изящных искусств у Франсуа Андре Венсана. С 1805 года участвовал в конкурсах на Римскую премию, которую выиграл в 1812 году с картиной «Одиссей и Телемах, убивающие женихов жены Одиссея». С 1813 по 1816 год Пальер проживал в Риме на вилле Медичи на стипендию, полученную в рамках Римской премии. Его другом стал художник Франсуа Эдуар Пико, совместно с которым они выполнили росписи для римской церкви Сантиссима-Тринита-дей-Монти.
В 1819 году Пальер с большим успехом выставлялся на Парижском Салоне, где получил медаль первого класса. В этом и следующем году он получает много заказов от парижских церквей, таких как Сен-Эсташ и Сен-Северин, на создание картин религиозного содержания.
На пике своей известности и славы Пальер скончался в 1820 году. Его незаконченную картину для церкви Святого Петра в Бордо (фр.) завершил его друг Пико.
Пальер был женат на художнице Франсуазе Виргинии Леже (1797—1880). После смерти Пальера она вышла замуж за его друга, художника Жана Ало, и стала известна под именем Фанни Ало (фр.).
За свою весьма недолгую жизнь Пальер сумел стать видной фигурой в художественных кругах своего времени и создать достаточно большое число картин, до сих пор представленных в целом ряде церквей и музеев.

## Галерея

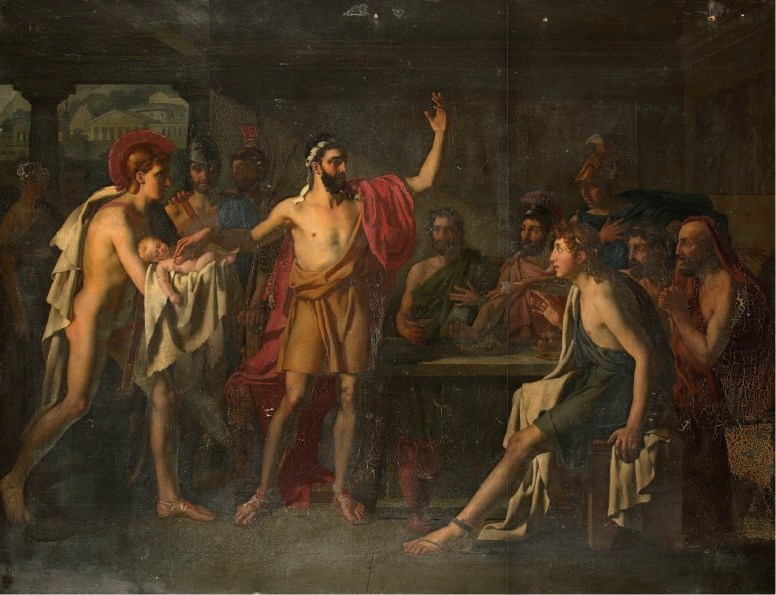
Ликург. 1811
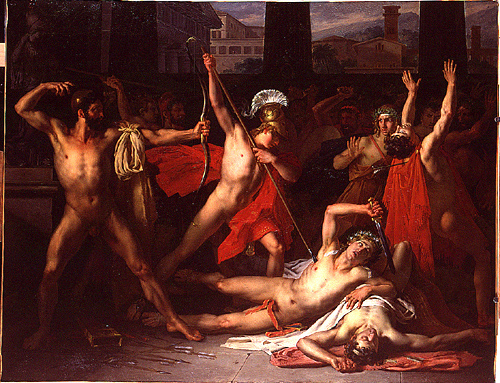
Одиссей и Телемах убивают женихов Пенелопы. 1812